# Gergő Kis
Gergő Kis (Tapolca (Veszprém), 19 januari 1988) is een Hongaarse zwemmer. Hij vertegenwoordigde zijn vaderland op de Olympische Zomerspelen 2004 in Athene en de Olympische Zomerspelen 2008 in Peking.

## Carrière
Bij zijn internationale debuut, op de Olympische Zomerspelen van 2004 in Athene, strandde Kis in de series van de 1500 meter vrije slag. Op de Europese kampioenschappen kortebaanzwemmen 2005 in Triëst eindigde de Hongaar als zesde op de 1500 meter vrije slag, op de 200 en de 400 meter vrije slag werd hij uitgeschakeld in de series. 
Tijdens de Europese kampioenschappen zwemmen 2006 in Boedapest, Hongarije strandde Kis in de halve finales van de 200 meter vlinderslag en in de series van de 400 meter vrije slag. In Helsinki nam de Hongaar deel aan de Europese kampioenschappen kortebaanzwemmen 2006, op dit toernooi eindigde hij als negende op de 1500 meter vrije slag en werd hij uitgeschakeld in de series van de 200 en de 400 meter vrije slag.
Op de Europese kampioenschappen kortebaanzwemmen 2007 in Debrecen sleepte Kis de zilveren medaille in de wacht op 1500 meter vrije slag en de bronzen medaille op de 400 meter vrije slag, op de 400 meter wisselslag eindigde hij als vierde en op de 200 meter vrije slag als zesde. 
Op de Europese kampioenschappen zwemmen 2008 in Eindhoven veroverde de Hongaar de Europese titel op de 800 meter vrije slag, op de 400 meter wisselslag eindigde hij als zesde en op de 400 meter vrije slag strandde hij in de series. Tijdens de Olympische Zomerspelen van 2008 in Peking eindigde Kis als zesde op de 400 meter wisselslag en op de 1500 meter vrije slag werd hij uitgeschakeld in de series. Samen met Tamás Kerékjartó, Dominik Kozma en Norbert Kovács strandde hij in de series van de 4x200 meter vrije slag. In Rijeka nam de Hongaar deel aan de Europese kampioenschappen kortebaanzwemmen 2008, op dit toernooi veroverde hij de zilveren medaille op de 400 meter wisselslag. Op de 1500 meter vrije slag eindigde hij als zesde en op de 400 meter vrije slag als zevende, op de 200 meter vrije slag werd hij uitgeschakeld in de series.
Op de wereldkampioenschappen zwemmen 2009 in Rome eindigde Kis als vijfde op de 400 meter wisselslag, als zesde op de 400 meter vrije slag en als achtste op de 200 meter wisselslag. Op de 4x200 meter vrije slag werd hij samen met László Cseh , Peter Bernek en Zoltan Povazsai uitgeschakeld in de series.
Tijdens de Europese kampioenschappen zwemmen 2010 in Boedapest sleepte de Hongaar de bronzen medaille in de wacht op de 400 meter vrije slag, daarnaast eindigde hij als vierde op de 800 meter vrije slag en strandde hij in de series van de 400 meter wisselslag.
In Shanghai nam Kis deel aan de wereldkampioenschappen zwemmen 2011. Op dit toernooi sleepte hij de bronzen medaille in de wacht op zowel de 800 als de 1500 meter vrije slag, op de 400 meter vrije slag werd hij uitgeschakeld in de series. Op de Europese kampioenschappen kortebaanzwemmen 2011 in Szczecin eindigde de Hongaar als veertiende op de 1500 meter vrije slag, daarnaast strandde hij in de series van de 400 meter vrije slag.

## Internationale toernooien
| Jaar | Olympische Spelen                                                                  | WK langebaan                                                                  | WK kortebaan  | EK langebaan                                               | EK kortebaan                                                |
| ---- | ---------------------------------------------------------------------------------- | ----------------------------------------------------------------------------- | ------------- | ---------------------------------------------------------- | ----------------------------------------------------------- |
| 2004 | 23e 1500m vrije slag                                                               |                                                                               | geen deelname | geen deelname                                              | geen deelname                                               |
| 2005 |                                                                                    | geen deelname                                                                 |               |                                                            | 31e 200m vrije slag 15e 400m vrije slag 6e 1500m vrije slag |
| 2006 |                                                                                    |                                                                               | geen deelname | 14e 400m vrije slag 10e 200m vlinderslag                   | 31e 200m vrije slag 10e 400 m vrij slag 9e 1500m vrije slag |
| 2007 |                                                                                    | geen deelname                                                                 |               |                                                            | 6e 200m vrije slag · 400m vrije slag · 4e 400m wisselslag   |
| 2008 | 19e 1500m vrije slag 6e 400m wisselslag 13e 4x200m vrije slag                      |                                                                               | geen deelname | 12e 400m vrije slag · 800m vrije slag · 6e 400m wisselslag | 47e 200m vrije slag · 7e 400m vrije slag · 400m wisselslag  |
| 2009 |                                                                                    | 6e 400m vrije slag 8e 200m wisselslag 5e 400m wisselslag 9e 4x200m vrije slag |               |                                                            | geen deelname                                               |
| 2010 |                                                                                    |                                                                               | geen deelname | 400m vrije slag · 4e 800m vrije slag · 9e 400m wisselslag  | geen deelname                                               |
| 2011 |                                                                                    | 10e 400m vrije slag · 800m vrije slag · 1500m vrije slag                      |               |                                                            | 19e 400m vrije slag 14e 1500m vrije slag                    |
| 2012 | 6e 400m vrije slag 8e 4x200m vrije slag 14e 4x100m vrije slag 19e 1500m vrije slag |                                                                               |               |                                                            |                                                             |

## Persoonlijke records
Bijgewerkt tot en met 31 juli 2011

### Kortebaan
| Afstand          | Tijd     | Datum            | Plaats         |
| ---------------- | -------- | ---------------- | -------------- |
| 200m vrije slag  | 1.46,09  | 16 december 2007 | Debrecen       |
| 400m vrije slag  | 3.39,52  | 13 december 2007 | Debrecen       |
| 800m vrije slag  | 7.45,17  | 15 december 2007 | Debrecen       |
| 1500m vrije slag | 14.29,58 | 15 december 2007 | Debrecen       |
| 200m vlinderslag | 1.54,13  | 14 november 2009 | Százhalombatta |
| 200m wisselslag  | 1.55,80  | 13 november 2009 | Százhalombatta |
| 400m wisselslag  | 4.03,81  | 12 december 2008 | Rijeka         |

### Langebaan
| Afstand          | Tijd     | Datum            | Plaats   |
| ---------------- | -------- | ---------------- | -------- |
| 200m vrije slag  | 1.47,39  | 12 augustus 2008 | Peking   |
| 400m vrije slag  | 3.45,68  | 26 juli 2009     | Rome     |
| 800m vrije slag  | 7.44,94  | 27 juli 2011     | Shanghai |
| 1500m vrije slag | 14.45,66 | 31 juli 2011     | Shanghai |
| 200m vlinderslag | 1.55,81  | 27 juni 2009     | Eger     |
| 200m wisselslag  | 1.58,11  | 29 juli 2009     | Rome     |
| 400m wisselslag  | 4.10,40  | 2 augustus 2009  | Rome     |